# Serie A1 1999-2000 (pallavolo femminile)
La Serie A1 italiana di pallavolo femminile 1999-2000 si è svolta dal 9 ottobre 1999 all'11 maggio 2000: al torneo hanno partecipato dodici squadre di club italiane e la vittoria finale è andata per la prima volta al Volley Modena.

## Regolamento

### Formula
Le squadre hanno disputato un girone all'italiana, con gare di andata e ritorno, per un totale di ventidue giornate; al termine della regular season:
- Le prime otto classificate hanno acceduto ai play-off scudetto, strutturati in quarti di finale, giocati al meglio di due vittorie su tre gare, semifinali e finale, entrambe giocate al meglio di tre vittorie su cinque gare.
- Le ultime due classificate sono retrocesse in Serie A2.

### Criteri di classifica
Se il risultato finale è stato di 3-0 o 3-1 sono stati assegnati 3 punti alla squadra vincente e 0 a quella sconfitta, se il risultato finale è stato di 3-2 sono stati assegnati 2 punti alla squadra vincente e 1 a quella sconfitta.
L'ordine del posizionamento in classifica è stato definito in base a:
- Punti;
- Numero di partite vinte;
- Ratio dei set vinti/persi;
- Ratio dei punti realizzati/subiti.

## Squadre partecipanti
Al campionato di Serie A1 1999-00 hanno partecipato dodici squadre: quelle neopromosse dalla Serie A2 sono state la Romanelli Volley e la Futura Volley Busto Arsizio, vincitrici dei play-off promozione.
| Club                   | Città              | Palazzetto                         | Stagione precedente                                 |
| ---------------------- | ------------------ | ---------------------------------- | --------------------------------------------------- |
| Bergamo                | Bergamo            | PalaNorda Bergamo                  | 2ª in Serie A1; Campione d'Italia                   |
| Busto Arsizio          | Busto Arsizio      | PalaPiantanida Busto Arsizio       | 2ª in Serie A2; Vincitrice play-off promozione      |
| Romanelli              | Firenze            | Palazzetto dello Sport Firenze     | 1ª in Serie A2; Vincitrice play-off promozione      |
| Matera                 | Matera             | PalaSassi Matera                   | 10ª in Serie A1; Quarti di finale play-off scudetto |
| Modena                 | Modena             | PalaPanini Modena                  | 3ª in Serie A1; Semifinali play-off scudetto        |
| Centro Ester           | Napoli             | Palazzetto dello Sport Napoli      | 5ª in Serie A1; Quarti di finale play-off scudetto  |
| Palermo                | Palermo            | PalaUditore Palermo                | 11ª in Serie A1; Ottavi di finale play-off scudetto |
| Sirio Perugia          | Perugia            | PalaEvangelisti Perugia            | 4ª in Serie A1; Semifinali play-off scudetto        |
| Olimpia Ravenna        | Ravenna            | PalaDeAndrè Ravenna                | 8ª in Serie A1; Ottavi di finale play-off scudetto  |
| Virtus Reggio Calabria | Reggio Calabria    | PalaPentimele Reggio Calabria      | 1ª in Serie A1; Finale play-off scudetto            |
| Reggio Emilia          | Reggio nell'Emilia | PalaBigi Reggio nell'Emilia        | 7ª in Serie A1; Quarti di finale play-off scudetto  |
| Vicenza                | Vicenza            | Palasport Città di Vicenza Vicenza | 6ª in Serie A1; Quarti di finale play-off scudetto  |

## Torneo

### Regular season

#### Risultati
| Prima giornata |                         |     |                                   |
|                |                         |     |                                   |
| 10-10          | Reggio Calabria-Perugia | 3-0 | 25-16, 25-22, 25-21               |
| 10-10          | Modena-Vicenza          | 3-0 | 25-20, 25-20, 25-16               |
| 10-10          | Bergamo-Napoli          | 1-3 | 18-25, 25-18, 16-25, 20-25        |
| 09-10          | Ravenna-Reggio Emilia   | 2-3 | 25-16, 25-11, 23-25, 21-25, 14-16 |
| 10-10          | Firenze-Matera          | 3-0 | 25-19, 25-17, 25-12               |
| 10-10          | Palermo-Busto Arsizio   | 3-1 | 25-19, 26-24, 16-25, 25-20        |

| Seconda giornata |                               |     |                                   |
|                  |                               |     |                                   |
| 17-10            | Reggio Emilia-Reggio Calabria | 0-3 | 19-25, 19-25, 21-25               |
| 17-10            | Perugia-Modena                | 1-3 | 25-20, 17-25, 22-25, 27-29        |
| 17-10            | Vicenza-Bergamo               | 2-3 | 25-20, 19-25, 20-25, 27-25, 14-16 |
| 17-10            | Napoli-Firenze                | 3-0 | 25-18, 25-16, 25-21               |
| 17-10            | Busto Arsizio-Ravenna         | 3-2 | 24-26, 16-25, 25-23, 25-14, 15-11 |
| 17-10            | Matera-Palermo                | 3-1 | 25-20, 28-30, 25-19, 28-26        |

| Terza giornata |                         |     |                            |
|                |                         |     |                            |
| 23-10          | Reggio Calabria-Vicenza | 3-1 | 30-28, 23-25, 25-21, 25-21 |
| 24-10          | Bergamo-Perugia         | 3-0 | 25-19, 25-17, 25-19        |
| 24-10          | Modena-Napoli           | 1-3 | 23-25, 25-22, 23-25, 20-25 |
| 24-10          | Palermo-Reggio Emilia   | 3-1 | 25-23, 27-25, 17-25, 25-19 |
| 24-10          | Ravenna-Matera          | 3-1 | 25-15, 25-18, 17-25, 25-19 |
| 24-10          | Firenze-Busto Arsizio   | 0-3 | 22-25, 16-25, 20-25        |

| Quarta giornata |                               |     |                                   |
|                 |                               |     |                                   |
| 31-10           | Busto Arsizio-Reggio Calabria | 1-3 | 23-25, 21-25, 25-23, 20-25        |
| 31-10           | Perugia-Palermo               | 2-3 | 25-17, 26-24, 24-26, 23-25, 15-17 |
| 31-10           | Matera-Bergamo                | 0-3 | 22-25, 19-25, 16-25               |
| 31-10           | Reggio Emilia-Modena          | 1-3 | 25-21, 9-25, 20-25, 21-25         |
| 31-10           | Vicenza-Firenze               | 3-0 | 25-21, 25-19, 25-13               |
| 31-10           | Napoli-Ravenna                | 3-1 | 25-15, 28-26, 13-25, 25-17        |

| Quinta giornata |                         |     |                                  |
|                 |                         |     |                                  |
| 07-11           | Bergamo-Reggio Emilia   | 3-0 | 25-14, 25-15, 25-19              |
| 07-11           | Reggio Calabria-Ravenna | 3-2 | 17-25, 22-25, 25-22, 25-18, 15-7 |
| 07-11           | Palermo-Firenze         | 3-0 | 25-20, 25-16, 25-20              |
| 07-11           | Perugia-Busto Arsizio   | 3-0 | 25-12, 25-15, 25-20              |
| 07-11           | Vicenza-Napoli          | 3-0 | 29-27, 26-24, 25-23              |
| 07-11           | Modena-Matera           | 3-1 | 25-16, 23-25, 25-15, 25-21       |

| Sesta giornata |                        |     |                                   |
|                |                        |     |                                   |
| 14-11          | Reggio Emilia-Vicenza  | 1-3 | 22-25, 25-17, 22-25, 15-25        |
| 14-11          | Ravenna-Palermo        | 3-0 | 25-23, 25-23, 25-17               |
| 14-11          | Firenze-Bergamo        | 1-3 | 22-25, 19-25, 25-18, 24-26        |
| 14-11          | Napoli-Perugia         | 3-2 | 25-21, 25-20, 18-25, 36-38, 15-12 |
| 13-11          | Matera-Reggio Calabria | 0-3 | 22-25, 23-25, 16-25               |
| 14-11          | Busto Arsizio-Modena   | 0-3 | 13-25, 14-25, 18-25               |

| Settima giornata |                        |     |                                   |
|                  |                        |     |                                   |
| 21-11            | Bergamo-Busto Arsizio  | 3-0 | 25-18, 25-23, 25-20               |
| 20-11            | Reggio Calabria-Modena | 3-1 | 18-25, 25-23, 30-28, 25-23        |
| 21-11            | Ravenna-Firenze        | 0-3 | 23-25, 28-30, 16-25               |
| 21-11            | Perugia-Vicenza        | 3-2 | 25-23, 25-23, 28-30, 18-25, 20-18 |
| 21-11            | Matera-Reggio Emilia   | 3-1 | 25-20, 24-26, 25-20, 25-16        |
| 20-11            | Palermo-Napoli         | 1-3 | 22-25, 12-25, 25-23, 20-25        |

| Ottava giornata |                         |     |                                   |
|                 |                         |     |                                   |
| 28-11           | Bergamo-Palermo         | 3-1 | 25-15, 25-15, 23-25, 26-24        |
| 28-11           | Firenze-Reggio Calabria | 0-3 | 16-25, 18-25, 15-25               |
| 28-11           | Modena-Ravenna          | 3-0 | 25-19, 25-15, 25-21               |
| 28-11           | Reggio Emilia-Perugia   | 3-2 | 22-25, 25-19, 25-19, 20-25, 15-13 |
| 24-11           | Vicenza-Busto Arsizio   | 3-1 | 18-25, 25-19, 25-14, 30-28        |
| 27-11           | Napoli-Matera           | 3-0 | 25-19, 26-24, 25-16               |

| Nona giornata |                             |     |                                   |
|               |                             |     |                                   |
| 05-12         | Reggio Calabria-Napoli      | 3-1 | 25-23, 25-16, 25-27, 29-27        |
| 05-12         | Ravenna-Bergamo             | 0-3 | 21-25, 22-25, 18-25               |
| 04-12         | Firenze-Modena              | 0-3 | 17-25, 25-27, 24-26               |
| 05-12         | Busto Arsizio-Reggio Emilia | 3-2 | 26-24, 21-25, 25-18, 21-25, 17-15 |
| 04-12         | Matera-Perugia              | 0-3 | 15-25, 22-25, 20-25               |
| 05-12         | Palermo-Vicenza             | 2-3 | 25-14, 25-17, 24-26, 24-26, 13-15 |

| Decima giornata |                         |     |                            |
|                 |                         |     |                            |
| 08-12           | Reggio Calabria-Bergamo | 3-1 | 27-29, 25-17, 25-23, 25-17 |
| 08-12           | Modena-Palermo          | 3-0 | 25-22, 25-9, 25-19         |
| 08-12           | Busto Arsizio-Napoli    | 1-3 | 26-28, 21-25, 25-19, 22-25 |
| 08-12           | Vicenza-Matera          | 0-3 | 24-26, 23-25, 19-25        |
| 08-12           | Perugia-Ravenna         | 3-1 | 25-20, 25-19, 22-25, 25-23 |
| 07-12           | Reggio Emilia-Firenze   | 3-1 | 22-25, 25-19, 25-22, 25-18 |

| Undicesima giornata |                         |     |                                   |
|                     |                         |     |                                   |
| 12-12               | Palermo-Reggio Calabria | 0-3 | 17-25, 17-25, 22-25               |
| 12-12               | Bergamo-Modena          | 1-3 | 17-25, 25-19, 14-25, 22-25        |
| 12-12               | Napoli-Reggio Emilia    | 3-2 | 23-25, 25-21, 25-15, 23-25, 15-12 |
| 12-12               | Matera-Busto Arsizio    | 3-1 | 25-17, 23-25, 34-32, 25-21        |
| 12-12               | Firenze-Perugia         | 0-3 | 14-25, 21-25, 22-25               |
| 12-12               | Ravenna-Vicenza         | 3-1 | 25-20, 34-32, 17-25, 25-22        |

| Dodicesima giornata |                         |     |                                  |
|                     |                         |     |                                  |
| 18-12               | Perugia-Reggio Calabria | 2-3 | 24-26, 25-20, 22-25, 25-23, 9-15 |
| 19-12               | Vicenza-Modena          | 1-3 | 23-25, 27-25, 16-25, 21-25       |
| 19-12               | Napoli-Bergamo          | 1-3 | 25-19, 18-25, 22-25, 25-27       |
| 19-12               | Reggio Emilia-Ravenna   | 1-3 | 25-20, 21-25, 21-25, 14-25       |
| 19-12               | Matera-Firenze          | 3-0 | 25-18, 25-22, 25-14              |
| 19-12               | Busto Arsizio-Palermo   | 3-1 | 20-25, 25-21, 25-21, 25-14       |

| Tredicesima giornata |                               |     |                                  |
|                      |                               |     |                                  |
| 21-12                | Reggio Calabria-Reggio Emilia | 3-0 | 25-18, 25-18, 25-20              |
| 22-12                | Modena-Perugia                | 1-3 | 27-29, 22-25, 26-24, 21-25       |
| 22-12                | Bergamo-Vicenza               | 1-3 | 20-25, 25-22, 24-26, 19-25       |
| 22-12                | Firenze-Napoli                | 3-1 | 21-25, 25-22, 25-21, 25-17       |
| 22-12                | Ravenna-Busto Arsizio         | 3-0 | 25-22, 25-21, 27-25              |
| 22-12                | Palermo-Matera                | 3-2 | 19-25, 31-33, 25-18, 25-17, 15-7 |

| Quattordicesima giornata |                         |     |                                   |
|                          |                         |     |                                   |
| 16-01                    | Vicenza-Reggio Calabria | 2-3 | 22-25, 25-23, 21-25, 25-20, 8-15  |
| 16-01                    | Perugia-Bergamo         | 3-2 | 25-20, 24-26, 18-25, 26-24, 15-13 |
| 16-01                    | Napoli-Modena           | 2-3 | 20-25, 25-20, 22-25, 25-18, 9-15  |
| 16-01                    | Reggio Emilia-Palermo   | 1-3 | 22-25, 25-27, 25-13, 18-25        |
| 16-01                    | Matera-Ravenna          | 2-3 | 25-22, 16-25, 25-22, 22-25, 9-15  |
| 16-01                    | Busto Arsizio-Firenze   | 2-3 | 20-25, 25-12, 25-17, 20-25, 12-15 |

| Quindicesima giornata |                               |     |                                  |
|                       |                               |     |                                  |
| 23-01                 | Reggio Calabria-Busto Arsizio | 3-1 | 21-25, 25-11, 25-15, 25-13       |
| 23-01                 | Palermo-Perugia               | 3-1 | 29-27, 25-23, 26-28, 25-21       |
| 23-01                 | Bergamo-Matera                | 3-0 | 26-24, 25-15, 25-20              |
| 22-01                 | Modena-Reggio Emilia          | 3-1 | 25-16, 23-25, 28-26, 25-22       |
| 23-01                 | Firenze-Vicenza               | 0-3 | 20-25, 23-25, 22-25              |
| 22-01                 | Ravenna-Napoli                | 2-3 | 25-20, 25-20, 11-25, 24-26, 9-15 |

| Sedicesima giornata |                         |     |                                   |
|                     |                         |     |                                   |
| 06-02               | Reggio Emilia-Bergamo   | 0-3 | 15-25, 17-25, 17-25               |
| 05-02               | Ravenna-Reggio Calabria | 0-3 | 21-25, 16-25, 13-25               |
| 06-02               | Firenze-Palermo         | 2-3 | 25-19, 25-20, 17-25, 11-25, 22-24 |
| 06-02               | Busto Arsizio-Perugia   | 0-3 | 19-25, 20-25, 14-25               |
| 06-02               | Napoli-Vicenza          | 3-0 | 25-15, 25-16, 25-18               |
| 06-02               | Matera-Modena           | 3-1 | 25-22, 25-20, 20-25, 25-21        |

| Diciassettesima giornata |                        |     |                                   |
|                          |                        |     |                                   |
| 13-02                    | Vicenza-Reggio Emilia  | 3-1 | 21-25, 25-18, 25-20, 25-23        |
| 13-02                    | Palermo-Ravenna        | 3-2 | 22-25, 21-25, 25-17, 25-19, 15-10 |
| 13-02                    | Bergamo-Firenze        | 3-0 | 25-20, 25-18, 25-22               |
| 13-02                    | Perugia-Napoli         | 3-0 | 25-20, 26-24, 25-21               |
| 13-02                    | Reggio Calabria-Matera | 2-3 | 23-25, 25-13, 25-22, 27-29, 10-15 |
| 13-02                    | Modena-Busto Arsizio   | 3-1 | 25-23, 19-25, 25-20, 26-24        |

| Diciottesima giornata |                        |     |                            |
|                       |                        |     |                            |
| 27-02                 | Busto Arsizio-Bergamo  | 0-3 | 24-26, 16-25, 16-25        |
| 24-02                 | Modena-Reggio Calabria | 0-3 | 29-31, 26-28, 24-26        |
| 27-02                 | Firenze-Ravenna        | 3-0 | 25-15, 25-23, 31-29        |
| 27-02                 | Vicenza-Perugia        | 0-3 | 17-25, 18-25, 23-25        |
| 27-02                 | Reggio Emilia-Matera   | 1-3 | 19-25, 25-22, 18-25, 21-25 |
| 27-02                 | Napoli-Palermo         | 3-0 | 26-24, 25-21, 25-15        |

| Diciannovesima giornata |                         |     |                                   |
|                         |                         |     |                                   |
| 05-03                   | Palermo-Bergamo         | 2-3 | 20-25, 25-19, 21-25, 25-20, 11-15 |
| 29-02                   | Reggio Calabria-Firenze | 3-0 | 25-18, 25-18, 25-19               |
| 04-03                   | Ravenna-Modena          | 0-3 | 17-25, 17-25, 18-25               |
| 05-03                   | Perugia-Reggio Emilia   | 3-0 | 25-19, 25-14, 25-23               |
| 07-03                   | Busto Arsizio-Vicenza   | 3-1 | 23-25, 25-22, 25-19, 25-18        |
| 05-03                   | Matera-Napoli           | 3-2 | 25-23, 25-23, 16-25, 20-25, 15-12 |

| Ventesima giornata |                             |     |                                   |
|                    |                             |     |                                   |
| 12-03              | Napoli-Reggio Calabria      | 2-3 | 21-25, 27-25, 25-20, 22-25, 13-15 |
| 07-03              | Bergamo-Ravenna             | 3-1 | 25-21, 25-21, 19-25, 25-19        |
| 11-03              | Modena-Firenze              | 3-0 | 25-17, 25-19, 25-16               |
| 11-03              | Reggio Emilia-Busto Arsizio | 3-1 | 19-25, 25-20, 25-19, 25-22        |
| 07-03              | Perugia-Matera              | 3-1 | 19-25, 25-15, 25-19, 25-22        |
| 12-03              | Vicenza-Palermo             | 3-0 | 25-18, 25-20, 25-22               |

| Ventunesima giornata |                         |     |                                   |
|                      |                         |     |                                   |
| 19-03                | Bergamo-Reggio Calabria | 1-3 | 25-19, 18-25, 20-25, 16-25        |
| 19-03                | Palermo-Modena          | 1-3 | 20-25, 8-25, 25-23, 14-25         |
| 19-03                | Napoli-Busto Arsizio    | 1-3 | 23-25, 25-18, 21-25, 25-27        |
| 19-03                | Matera-Vicenza          | 2-3 | 22-25, 27-29, 25-18, 25-19, 8-15  |
| 18-03                | Ravenna-Perugia         | 2-3 | 27-25, 18-25, 19-25, 25-21, 11-15 |
| 19-03                | Firenze-Reggio Emilia   | 3-0 | 26-24, 25-17, 25-20               |

| Ventiduesima giornata |                         |     |                            |
|                       |                         |     |                            |
| 25-03                 | Reggio Calabria-Palermo | 3-0 | 25-22, 25-18, 25-18        |
| 26-03                 | Modena-Bergamo          | 3-0 | 25-23, 25-18, 25-19        |
| 25-03                 | Reggio Emilia-Napoli    | 0-3 | 22-25, 19-25, 17-25        |
| 26-03                 | Busto Arsizio-Matera    | 1-3 | 18-25, 21-25, 25-23, 12-25 |
| 26-03                 | Perugia-Firenze         | 3-0 | 25-18, 25-20, 25-16        |
| 26-03                 | Vicenza-Ravenna         | 3-0 | 25-18, 25-8, 25-17         |

#### Classifica
| Pos. | Squadra                | Pt | G  | V  | P  | SV | SP | Ratio | PF    | PS    | Ratio |
| ---- | ---------------------- | -- | -- | -- | -- | -- | -- | ----- | ----- | ----- | ----- |
| 1.   | Virtus Reggio Calabria | 60 | 22 | 21 | 1  | 65 | 18 | 3.611 | 1 996 | 1 702 | 1.172 |
| 2.   | Modena                 | 50 | 22 | 17 | 5  | 55 | 25 | 2.200 | 1 940 | 1 671 | 1.160 |
| 3.   | Bergamo                | 44 | 22 | 15 | 7  | 52 | 29 | 1.793 | 1 853 | 1 722 | 1.076 |
| 4.   | Sirio Perugia          | 43 | 22 | 14 | 8  | 52 | 33 | 1.575 | 1 969 | 1 836 | 1.072 |
| 5.   | Centro Ester           | 39 | 22 | 13 | 9  | 49 | 38 | 1.289 | 2 007 | 1 876 | 1.069 |
| 6.   | Vicenza                | 34 | 22 | 11 | 11 | 43 | 41 | 1.048 | 1 887 | 1 895 | 0.995 |
| 7.   | Matera                 | 31 | 22 | 10 | 12 | 39 | 46 | 0.847 | 1 838 | 1 923 | 0.955 |
| 8.   | Palermo                | 25 | 22 | 9  | 13 | 36 | 51 | 0.705 | 1 862 | 1 983 | 0.938 |
| 9.   | Olimpia Ravenna        | 23 | 22 | 6  | 16 | 33 | 53 | 0.622 | 1 794 | 1 930 | 0.929 |
| 10.  | Romanelli              | 18 | 22 | 6  | 16 | 22 | 51 | 0.431 | 1 510 | 1 712 | 0.882 |
| 11.  | Busto Arsizio          | 17 | 22 | 6  | 16 | 29 | 55 | 0.527 | 1 780 | 1 945 | 0.915 |
| 12.  | Reggio Emilia          | 12 | 22 | 4  | 18 | 25 | 60 | 0.416 | 1 745 | 1 986 | 0.878 |

| Qualificata ai play-off scudetto | Retrocessa in Serie A2 |

### Play-off scudetto

#### Tabellone
|  | Quarti di finale | Quarti di finale       | Quarti di finale | Quarti di finale | Quarti di finale |   |                        | Semifinali | Semifinali   | Semifinali | Semifinali | Semifinali | Semifinali | Semifinali |  |  | Finali | Finali                 | Finali | Finali | Finali | Finali | Finali |
|  |                  |                        |                  |                  |                  |   |                        |            |              |            |            |            |            |            |  |  |        |                        |        |        |        |        |        |
|  | 1                | Virtus Reggio Calabria | 3                | 3                |                  |   |                        |            |              |            |            |            |            |            |  |  |        |                        |        |        |        |        |        |
|  | 8                | Palermo                | 0                | 2                |                  |   |                        |            |              |            |            |            |            |            |  |  |        |                        |        |        |        |        |        |
|  | 8                | Palermo                | 0                | 2                |                  | 1 | Virtus Reggio Calabria | 3          | 1            | 3          | 1          | 3          |            |            |  |  |        |                        |        |        |        |        |        |
|  |                  |                        |                  |                  |                  | 1 | Virtus Reggio Calabria | 3          | 1            | 3          | 1          | 3          |            |            |  |  |        |                        |        |        |        |        |        |
|  |                  | 4                      | Sirio Perugia    | 1                | 3                | 0 | 3                      | 1          |              |            |            |            |            |            |  |  |        |                        |        |        |        |        |        |
|  | 5                | 4                      | Sirio Perugia    | 1                | 3                | 0 | 3                      | 1          | Centro Ester | 1          | 0          |            |            |            |  |  |        |                        |        |        |        |        |        |
|  | 5                |                        |                  |                  |                  |   |                        |            | Centro Ester | 1          | 0          |            |            |            |  |  |        |                        |        |        |        |        |        |
|  | 4                | Sirio Perugia          | 3                | 3                |                  |   |                        |            |              |            |            |            |            |            |  |  |        |                        |        |        |        |        |        |
|  |                  |                        |                  |                  |                  |   |                        |            |              |            |            |            |            |            |  |  | 1      | Virtus Reggio Calabria | 0      | 1      | 3      | 3      | 0      |
|  |                  |                        | 2                | Modena           | 3                | 3 | 2                      | 2          | 3            |            |            |            |            |            |  |  |        |                        |        |        |        |        |        |
|  | 3                | Bergamo                | 3                | 1                | 1                |   |                        |            |              |            |            |            |            |            |  |  |        |                        |        |        |        |        |        |
|  | 6                | Vicenza                | 0                | 3                | 3                |   |                        |            |              |            |            |            |            |            |  |  |        |                        |        |        |        |        |        |
|  | 6                | Vicenza                | 0                | 3                | 3                |   | 6                      | Vicenza    | 3            | 0          | 1          | 0          |            |            |  |  |        |                        |        |        |        |        |        |
|  |                  |                        |                  |                  |                  |   | 6                      | Vicenza    | 3            | 0          | 1          | 0          |            |            |  |  |        |                        |        |        |        |        |        |
|  |                  | 2                      | Modena           | 2                | 3                | 3 | 3                      |            |              |            |            |            |            |            |  |  |        |                        |        |        |        |        |        |
|  | 7                | 2                      | Modena           | 2                | 3                | 3 | 3                      | Matera     | 0            | 2          |            |            |            |            |  |  |        |                        |        |        |        |        |        |
|  | 7                |                        |                  |                  |                  |   |                        | Matera     | 0            | 2          |            |            |            |            |  |  |        |                        |        |        |        |        |        |
|  | 2                | Modena                 | 3                | 3                |                  |   |                        |            |              |            |            |            |            |            |  |  |        |                        |        |        |        |        |        |

#### Risultati
| Quarti di finale |                         |     |                            |
|                  |                         |     |                            |
| 30-03            | Reggio Calabria-Palermo | 3-0 | 25-19, 25-21, 25-19        |
| 30-03            | Perugia-Napoli          | 3-1 | 25-15, 27-25, 18-25, 26-24 |
| 30-03            | Modena-Matera           | 3-0 | 25-23, 25-22, 25-22        |
| 29-03            | Bergamo-Vicenza         | 3-0 | 25-13, 25-17, 25-18        |

| 02-04 | Palermo-Reggio Calabria | 2-3 | 18-25, 25-22, 18-25, 25-23, 10-15 |
| 02-04 | Napoli-Perugia          | 0-3 | 24-26, 17-25, 15-25               |
| 02-04 | Matera-Modena           | 2-3 | 25-23, 25-23, 23-25, 24-26, 15-17 |
| 01-04 | Vicenza-Bergamo         | 3-1 | 28-26, 19-25, 25-20, 25-19        |

| 05-04 | Bergamo-Vicenza | 1-3 | 23-25 28-30 25-21 13-25 |

| Semifinali |                         |     |                                   |
|            |                         |     |                                   |
| 09-04      | Perugia-Reggio Calabria | 1-3 | 24-26, 28-26, 19-25, 17-25        |
| 09-04      | Vicenza-Modena          | 3-2 | 18-25, 25-22, 25-20, 19-25, 15-13 |

| 13-04 | Reggio Calabria-Perugia | 1-3 | 22-25, 24-26, 25-21, 25-27 |
| 13-04 | Modena-Vicenza          | 3-0 | 25-14, 25-13, 25-23        |

| 16-04 | Reggio Calabria-Perugia | 3-0 | 26-24, 28-26, 27-25        |
| 15-04 | Modena-Vicenza          | 3-1 | 25-23, 25-22, 22-25, 25-21 |

| 19-04 | Perugia-Reggio Calabria | 3-1 | 24-26, 26-24, 25-22, 25-23 |
| 20-04 | Vicenza-Modena          | 0-3 | 22-25, 20-25, 19-25        |

| 22-04 | Reggio Calabria-Perugia | 3-1 | 25-22, 15-25, 27-25, 25-20 |

| Finale |                        |     |                                   |
|        |                        |     |                                   |
| 25-04  | Modena-Reggio Calabria | 3-0 | 25-20, 25-19, 25-14               |
| 29-04  | Reggio Calabria-Modena | 1-3 | 20-25, 25-20, 15-25, 23-25        |
| 04-05  | Reggio Calabria-Modena | 3-2 | 19-25, 25-23, 25-18, 15-25, 15-8  |
| 06-05  | Modena-Reggio Calabria | 2-3 | 25-18, 24-26, 25-18, 17-25, 13-15 |
| 11-05  | Reggio Calabria-Modena | 0-3 | 18-25, 21-25, 19-25               |

## Verdetti
- Modena Campione d'Italia 1999-00 e qualificata alla Champions League 2000-01.
- Virtus Reggio Calabria qualificata alla Champions League 2000-01.
- Sirio Perugia,  Vicenza e  Bergamo qualificate alla Coppa CEV 2000-01.
- Busto Arsizio e  Reggio Emilia retrocesse in Serie A2 2000-01.

## Statistiche
| Rendimento individuale | Rendimento individuale   | Rendimento individuale | Rendimento individuale |
| Pos.                   | Nome                     | Punti                  | Squadra                |
| ---------------------- | ------------------------ | ---------------------- | ---------------------- |
| 1                      | Antonina Zetova          | 479                    | Modena                 |
| 2                      | Barbara Jelić            | 451                    | Centro Ester           |
| 3                      | Henriëtte Weersing       | 432                    | Vicenza                |
| 4                      | Carmen Țurlea            | 400                    | Matera                 |
| 5                      | Gabriela Pérez del Solar | 351                    | Bergamo                |
| 6                      | Silvia Croatto           | 327                    | Olimpia Ravenna        |
| 7                      | Daniela Biamonte         | 322                    | Reggio Emilia          |
| 8                      | Elvira Savostianova      | 288                    | Olimpia Ravenna        |
| 9                      | Carolina Costagrande     | 278                    | Busto Arsizio          |
| 10                     | Natal'ja Bozhenova       | 274                    | Olimpia Ravenna        |

| Attacchi vincenti | Attacchi vincenti        | Attacchi vincenti | Attacchi vincenti |
| Pos.              | Nome                     | Punti             | Squadra           |
| ----------------- | ------------------------ | ----------------- | ----------------- |
| 1                 | Antonina Zetova          | 402               | Modena            |
| 2                 | Barbara Jelić            | 393               | Centro Ester      |
| 3                 | Carmen Țurlea            | 368               | Matera            |
| 4                 | Henriëtte Weersing       | 366               | Vicenza           |
| 5                 | Daniela Biamonte         | 288               | Reggio Emilia     |
| 6                 | Silvia Croatto           | 284               | Olimpia Ravenna   |
| 7                 | Elvira Savostianova      | 266               | Olimpia Ravenna   |
| 8                 | Gabriela Pérez del Solar | 255               | Bergamo           |
| 9                 | Carolina Costagrande     | 241               | Busto Arsizio     |
| 10                | Dorota Świeniewicz       | 231               | Sirio Perugia     |

| Muri vincenti | Muri vincenti            | Muri vincenti | Muri vincenti          |
| Pos.          | Nome                     | Punti         | Squadra                |
| ------------- | ------------------------ | ------------- | ---------------------- |
| 1             | Gabriela Pérez del Solar | 80            | Bergamo                |
| 2             | Ana Flávia Sanglard      | 66            | Modena                 |
| 3             | Małgorzata Glinka        | 60            | Vicenza                |
| 4             | Micaela Vecerkova        | 57            | Centro Ester           |
| 5             | Beatrice Zanotti         | 56            | Olimpia Ravenna        |
| 6             | Susanne Lahme            | 52            | Sirio Perugia          |
| 7             | Antonella Bragaglia      | 51            | Centro Ester           |
| 8             | Branka Sekulić           | 49            | Vicenza                |
| 9             | Maria Chiara Remati      | 48            | Reggio Emilia          |
| 9             | Marcela Ritschelová      | 48            | Virtus Reggio Calabria |

| Battute vincenti | Battute vincenti   | Battute vincenti | Battute vincenti       |
| Pos.             | Nome               | Punti            | Squadra                |
| ---------------- | ------------------ | ---------------- | ---------------------- |
| 1                | Antonina Zetova    | 31               | Modena                 |
| 1                | Janis Kelly        | 31               | Palermo                |
| 3                | Alyson Randick     | 30               | Palermo                |
| 4                | Barbara Jelić      | 24               | Centro Ester           |
| 4                | Jenny Barazza      | 24               | Busto Arsizio          |
| 6                | Dorota Świeniewicz | 22               | Sirio Perugia          |
| 6                | Tat'jana Men'šova  | 22               | Vicenza                |
| 8                | Henriëtte Weersing | 21               | Vicenza                |
| 9                | Hanka Pachale      | 20               | Modena                 |
| 10               | Irina Kirillova    | 19               | Virtus Reggio Calabria |

| Ricezioni perfette | Ricezioni perfette  | Ricezioni perfette | Ricezioni perfette |
| Pos.               | Nome                | Punti              | Squadra            |
| ------------------ | ------------------- | ------------------ | ------------------ |
| 1                  | Ana Paula de Tassis | 316                | Matera             |
| 2                  | Dorota Świeniewicz  | 280                | Sirio Perugia      |
| 3                  | Zhiling Wang        | 241                | Modena             |
| 4                  | Tatiana Artmenko    | 233                | Palermo            |
| 5                  | Hanka Pachale       | 230                | Modena             |
| 6                  | Ester Franco        | 221                | Busto Arsizio      |
| 6                  | Natal'ja Bozhenova  | 221                | Olimpia Ravenna    |
| 8                  | Pan Li              | 218                | Modena             |
| 9                  | Tat'jana Men'šova   | 214                | Vicenza            |
| 10                 | Rosella Mariani     | 212                | Busto Arsizio      |

NB: I dati sono riferiti esclusivamente alla regular season.